# Doha Diamond League 2020
Die Doha Diamond League 2020 war ein Leichtathletik-Meeting, welches am 25. September 2020 im Qatar SC Stadium in Doha, der Hauptstadt Katars stattfand und Teil der Diamond League war. Es war dies die 22. Austragung dieser Veranstaltung und stellte 2020 den Abschluss der Diamond League dar.

## Ergebnisse

### Männer

#### 200 m
| Platz | Athlet              | Land | Zeit (s) |
| ----- | ------------------- | ---- | -------- |
| 1     | Arthur Cissé        | CIV  | 20,23 NR |
| 2     | Julian Forte        | JAM  | 20,39 SB |
| 3     | Christophe Lemaitre | FRA  | 20,68    |
| 4     | Mario Burke         | BAR  | 20,72 SB |
| 5     | Christopher Belcher | USA  | 20,86 SB |
| 6     | Abdelaziz Mohamed   | QAT  | 20,88    |
| 7     | Mike Rodgers        | USA  | 21,19 SB |
| 8     | Demek Kemp          | USA  | 21,87 SB |

Wind: +0,9 m/s

#### 400 m
| Platz | Athlet              | Land | Zeit (s) |
| ----- | ------------------- | ---- | -------- |
| 1     | Kahmari Montgomery  | USA  | 45,55    |
| 2     | Yousef Karam        | KUW  | 45,72    |
| 3     | Mohamed Nasir Abbas | QAT  | 45,96 SB |
| 4     | Ludvy Vaillant      | FRA  | 46,11    |
| 5     | Rabah Yousif        | GBR  | 46,46    |
| 6     | Liemarvin Bonevacia | NED  | 46,70    |
| 7     | Kennedy Luchembe    | ZAM  | 46,89    |
| 8     | David Kendziera     | USA  | 47,38    |

#### 800 m
| Platz | Athlet                    | Land | Zeit (min) |
| ----- | ------------------------- | ---- | ---------- |
| 1     | Ferguson Cheruiyot Rotich | KEN  | 1:44,16 SB |
| 2     | Elliot Giles              | GBR  | 1:44,56 PB |
| 3     | Wycliffe Kinyamal         | KEN  | 1:45,68    |
| 4     | Peter Bol                 | AUS  | 1:45,74    |
| 5     | Bryce Hoppel              | USA  | 1:45,86    |
| 6     | Guy Learmonth             | GBR  | 1:46,25    |
| 7     | Wesley Vázquez            | PRI  | 1:46,44    |
| 8     | Timothy Cheruiyot         | KEN  | 1:46,78 SB |
| 9     | Erik Sowinski             | USA  | 1:46,81 SB |
| 10    | Álvaro de Arriba          | ESP  | 1:47,19    |
| 11    | Jamal Hairane             | QAT  | 1:47,88 SB |
|       | Joseph Deng (Pacemaker)   | AUS  | DNF        |

#### 1500 m
| Platz | Athlet                     | Land | Zeit (min) |
| ----- | -------------------------- | ---- | ---------- |
| 1     | Stewart McSweyn            | AUS  | 3:30,51 NR |
| 2     | Selemon Barega             | ETH  | 3:32,97 PB |
| 3     | Soufiane el-Bakkali        | MAR  | 3:33,45 PB |
| 4     | Lamecha Girma              | ETH  | 3:33,76 PB |
| 5     | James West                 | GBR  | 3:34,07 PB |
| 6     | Ignacio Fontes             | ESP  | 3:34,74    |
| 7     | Jesús Gómez                | ESP  | 3:35,31    |
| 8     | Piers Copeland             | GBR  | 3:35,32 PB |
| 9     | Adam Ali Mousab            | QAT  | 3:35,60 PB |
| 10    | Bethwell Birgen            | KEN  | 3:36,67 SB |
| 11    | Hamza Driouch              | QAT  | 3:37,15 SB |
| 12    | Ryan Gregson               | AUS  | 3:37,75    |
| 13    | Vincent Kibet              | KEN  | 3:38,27 SB |
|       | Conseslus Kipruto          | KEN  | DNF        |
|       | Mariano García (Pacemaker) | ESP  | DNF        |
|       | Brimin Kiprono (Pacemaker) | KEN  | DNF        |

#### 110 m Hürden
| Platz | Athlet              | Land | Zeit (s) |
| ----- | ------------------- | ---- | -------- |
| 1     | Aaron Mallet        | USA  | 13,15 PB |
| 2     | Jason Joseph        | SUI  | 13,40    |
| 3     | David King          | GBR  | 13,54    |
| 4     | Gabriel Constantino | BRA  | 13,60 SB |
| 5     | Cameron Fillery     | GBR  | 13,76    |
|       | Wilhem Belocian     | FRA  | DQ       |
|       | Paolo Dal Molin     | ITA  | DQ       |
|       | Freddie Crittenden  | USA  | DNS      |

#### Stabhochsprung
| Platz | Athlet            | Land | Weite (m)   |
| ----- | ----------------- | ---- | ----------- |
| 1     | Armand Duplantis  | SWE  | 5,82 =MR    |
| 2     | Sam Kendricks     | USA  | 5,82 =MR    |
| 3     | Renaud Lavillenie | FRA  | 5,82 =MR SB |
| 4     | Matt Ludwig       | USA  | 5,71        |
| 5     | Ben Broeders      | BEL  | 5,71        |
| 6     | Cole Walsh        | USA  | 5,61        |
| 7     | Audie Wyatt       | USA  | 5,46        |
| 8     | Thibaut Collet    | FRA  | 5,46        |
|       | Harry Coppell     | GBR  | NM          |

### Frauen

#### 100 m
| Platz | Athletin              | Land | Zeit (s)  |
| ----- | --------------------- | ---- | --------- |
| 1     | Elaine Thompson-Herah | JAM  | 10,87     |
| 2     | Marie-Josée Ta Lou    | CIV  | 11,21     |
| 3     | Kayla White           | USA  | 11,25     |
| 4     | Kristal Awuah         | GBR  | 11,27 SB  |
| 5     | Anthonique Strachan   | BAH  | 11,42 =SB |
| 6     | Amy Hunt              | GBR  | 11,43     |
| 7     | Payton Chadwick       | USA  | 11,51 PB  |
| 8     | Cindy Ofili           | GBR  | 11,74 SB  |

Wind: 0,0 m/s

#### 800 m
| Platz | Athletin                           | Land | Zeit (min)    |
| ----- | ---------------------------------- | ---- | ------------- |
| 1     | Faith Kipyegon                     | KEN  | 1:57,68 WL PB |
| 2     | Esther Guerrero                    | ESP  | 1:59,22 PB    |
| 3     | Adelle Tracey                      | GBR  | 1:59,87 SB    |
| 4     | Habitam Alemu                      | ETH  | 2:00,11 SB    |
| 5     | Winnie Nanyondo                    | UGA  | 2:00,49 SB    |
| 6     | Angelika Cichocka                  | POL  | 2:01,06 SB    |
| 7     | Kaela Edwards                      | USA  | 2:01,49       |
| 8     | Shelayna Oskan-Clarke              | GBR  | 2:02,22 SB    |
| 9     | Eunice Jepkoech Sum                | KEN  | 2:02,42 SB    |
|       | Emily Cherotich Tuei (Pacemakerin) | KEN  | DNF           |

#### 3000 m
| Platz | Athletin                   | Land | Zeit (min) |
| ----- | -------------------------- | ---- | ---------- |
| 1     | Hellen Obiri               | KEN  | 8:22,54 WL |
| 2     | Agnes Jebet Tirop          | KEN  | 8:22,92 PB |
| 3     | Beatrice Chepkoech         | KEN  | 8:22,92 PB |
| 4     | Margaret Chelimo Kipkemboi | KEN  | 8:24,76 PB |
| 5     | Hyvin Kiyeng               | KEN  | 8:25,13 PB |
| 6     | Gudaf Tsegay               | ETH  | 8:25,23 PB |
| 7     | Laura Weightman            | GBR  | 8:25,31 SB |
| 8     | Tsehay Gemechu             | ETH  | 8:33,42 SB |
| 9     | Lemlem Hailu               | ETH  | 8:35,78 SB |
| 10    | Jessica Hull               | AUS  | 8:36,03 NR |
| 11    | Quailyne Jebiwott Kiprop   | KEN  | 8:39,88 PB |
| 12    | Eilish McColgan            | GBR  | 8:40,88 SB |
| 13    | Beatrice Chebet            | KEN  | 8:50,40 SB |
| 14    | Melissa Courtney-Bryant    | GBR  | 8:56,11 SB |
| 15    | Genevieve Gregson          | AUS  | 9:07,40 SB |
|       | Winny Chebet (Pacemakerin) | KEN  | DNF        |

#### 100 m Hürden
| Platz | Athletin           | Land | Zeit (s) |
| ----- | ------------------ | ---- | -------- |
| 1     | Payton Chadwick    | USA  | 12,78 SB |
| 2     | Taliyah Brooks     | USA  | 12,86 PB |
| 3     | Cindy Ofili        | GBR  | 13,02    |
| 4     | Klaudia Wojtunik   | POL  | 13,21    |
| 5     | Zoë Sedney         | NED  | 13,24 PB |
| 6     | Mette Graversgaard | DEN  | 13,25    |
| 7     | Anja Lukić         | SRB  | 13,48    |
| 8     | Yanique Thompson   | JAM  | 13,52    |

Wind: +1,1 m/s

#### Weitsprung
| Platz | Athletin                | Land | Weite (m) |
| ----- | ----------------------- | ---- | --------- |
| 1     | Maryna Bech-Romantschuk | UKR  | 6,91 SB   |
| 2     | Ese Brume               | NGR  | 6,71 SB   |
| 3     | Khaddi Sagnia           | SWE  | 6,85      |
| 4     | Milica Gardašević       | SRB  | 6,46      |
| 5     | Taliyah Brooks          | USA  | 6,30      |
| 6     | Eva Bastmeijer          | NED  | 6,17      |
| 7     | Yariadmis Argüelles     | POR  | 5,74      |